# Suez
Suez (arap. السويس‎: „as-Suways“) je pomorski grad u sjeveroistočnom Egiptu, smješten na sjevernoj obali Sueskog zaljeva pokraj Sueskog kanala, koji je dobio ime prema gradu Suezu. Grad ima dvije luke (Ibrahim i Tawfiq) te razgranatu lučnu mrežu koja obuhvaća šire područje utjecaja grada Sueza. Željeznice i autoceste povezuju grad s metropolom Kairom i Port Saidom, koji se nalazi na drugom ulazu u Sueski kanal. Osim pomorske važnosti zbog Sueskog kanala, značajan je i kao putna stanica muslimanskim vjernicima koji putuju u Meku.

## Galerija
- Luka Tawfiq u gradu Suezu
- Džamija Masidža Hamze
- Karta grada iz 1856. godine
- Luka

## Zbratimljeni gradovi
- Skoplje,[3] Makedonija

## Vanjske poveznice
- Suez (TourEgypt.net)